# Scharnebeck
Scharnebeck est une commune de Basse-Saxe, dans l'arrondissement de Lunebourg, en Allemagne.